# Urbán Eszter (költő)
Urbán Eszter, született Ullmann Ernesztina, férjezett Ligeti Kornélné (Budapest, Terézváros, 1899. július 31. – Budapest, 1960. december 12.) költő, műfordító, ifjúsági író.

## Élete
Ullmann Mór (1870–?) kereskedő és Freund Rozália (1874–1939) gyermekeként született zsidó családban. Szülei 1904-ben elváltak. Középiskolai tanulmányait az Andrássy-úti Mária Terézia leánygimnáziumban végezte. A Pázmány Péter Tudományegyetemen magyar–latin szakon tanult. Tizenhét évesen kezdte irodalmi működését. Első két verse A Hét című lapban jelent meg. Több verse jelent meg a Virradatban, a Pesti Naplóban, Az Újságban és a Tündérvásárban. Több alkalommal tartott felolvasást gyermekek részére a Rádióban. A második világháború után az Európa Könyvkiadónál dolgozott lektorként. Nagy számban jelentek meg verses meséi, műfordításai német, latin és orosz nyelvből. Részt vett a német klasszikusok műveinek magyarra fordításában. Halálát koszorúér elzáródás okozta.
A Rákoskeresztúri köztemetőben helyezték végső nyugalomra.

## Családja
Férje Ligeti Kornél Ármin (1891–1949) volt, egy értékpapír kereskedés cégvezetője, akihez 1924. október 29-én Budapesten ment nőül. Sógora Ligeti Pál (1885–1941) műépítész, festőművész.
Lánya Ligeti Veronika (1927–1956), férjezett dr. Novák Jánosné.

## Főbb művei
- És mentem át a hídon (versek, Genius, Budapest, 1931)

### Műfordításai
- Lola Stein: A halott szava (regény, Színes Regénytár, Budapest, 1931)
- Lola Stein: Két szerelem között (regény, Színes Regénytár, Budapest, 1931)
- Ernst Wichert: A gyermekért (regény, Színes Regénytár, Budapest, 1932)
- Annie Hruschka: Kétségek közt (regény, Színes Regénytár, Budapest, 1932)
- Hedwig Courths-Mahler: Ha elszáll a mámor (regény, Színes Regénytár, Budapest, 1932)
- Wilhelmine Heimburg: Más bűne miatt (regény, Színes Regénytár, Budapest, 1932)
- Gert Rothberg: Elisabeth Merian szerelme (Singer-Wolfner, Budapest, 1932)
- Eufemia von Adlersfeld-Ballestrem: Violet (regény, Színes Regénytár, Budapest, 1933)
- Gert Rothberg: Nekem rendelt a sort (Singer-Wolfner, Budapest, 1933)
- Gert Rothberg: Szeretni kell! (Singer-Wolfner, Budapest, 1933)
- Walther Kabel: A gyémántszemű Buddha (Singer-Wolfner, Budapest, 1933)
- Charlotte Cosel: Álarc alatt (regény, Színes Regénytár, Budapest, 1934)
- Lola Stein: Idegen világban (regény, Színes Regénytár, Budapest, 1934)
- Hedwig Courths-Mahler: Szívet szívért (Singer-Wolfner, Budapest, 1934)
- Gert Rothberg: Művészszerelem (regény, 1-2. kötet, Singer-Wolfner, Budapest, 1934)
- Gert Rothberg: Boldogok leszünk (regény, Singer-Wolfner, Budapest, 1934)
- Gert Rothberg: Aki ketten szeretnek (Singer-Wolfner, Budapest, 1934)
- Elise Polko: Házasság részvétből (Színes Regénytár, Budapest, 1935)
- Hedwig Courth-Mahler: A házitündér (regény, Singer-Wolfner, Budapest, 1935)
- M. White: A spanyolfal mögött (regény, Színes Regénytár, Budapest, 1936)
- Georg Bendler: Az "átlagember" (regény, Színes Regénytár, Budapest, 1936)
- Ewald August König: Szerelem és érdek (regény, Globus Ny., Budapest, 1936)
- Hedwig Courths-Mahler: Messze a boldogság (regény, Singer-Wolfner, Budapest, 1936)
- Gert Rothberg: Bocsáss meg! (regény, Singer-Wolfner, Budapest, 1936)
- Hans von Stöger: Gabriele nagy szerelme (regény, Singer-Wolfner, Budapest, 1936)
- Antonio Fogazzaro: Rövid boldogság (regény, Színes Regénytár, Budapest, 1937)
- C. Karlweiss: A második tavasz (regény, Színes Regénytár, Budapest, 1937)
- J. Mühlfeld: Aranylakodalom (regény, Színes Regénytár, Budapest, 1937)
- Ernst Wichert: Gátszakadás (regény,  Színes Regénytár, Budapest, 1937)
- Hedwig Courths-Mahler: Siddy nászútja (Singer-Wolfner, Budapest, 1937)
- Elisabeth Krickeberg: Ketten egyedül (regény, Színes Regénytár, Budapest, 1937)
- Samuel August Duse: Minden kiderül! (regény, Singer- Wolfner, Budapest, 1937)
- Heinrich Lang: Életre-halálra (regény, Singer-Wolfner, Budapest, 1937)
- Erna Heinberg: Csitri közbelép. Róna Emy rajzaival (ifjúsági regény, Dante, Budapest, 1943)
- Erna Heinberg: A vadóc. Róna Emy rajzaival. (ifjúsági regény, Dante, Budapest, 1943)
- Erna Heinberg: Csitri és vadóc: két leány regénye. Róna Emy rajzaival. (regény, Dante, Budapest, 1943)
- Samuil Âkovlevič Maršak: Vidám vasárnap. Szepes Magda rajzaival. (Athanaeum, Budapest, 1949)
- Konstantin Dmitrievič Ušinskij: A tudós mackó és más mesék (Ifjúsági Kiadó, Budapest, 1951)
- Aleksandr Vološin: Kuznyecki föld (Palotás Magdával, Új M. Könyvkiadó, Budapest, 1951., átdolgozott kiadás)